# Histoire de Cesenatico
Histoire de la ville et du port de Cesenatico, dans la province de Forlì-Cesena, dans la région d'Émilie-Romagne en Italie.

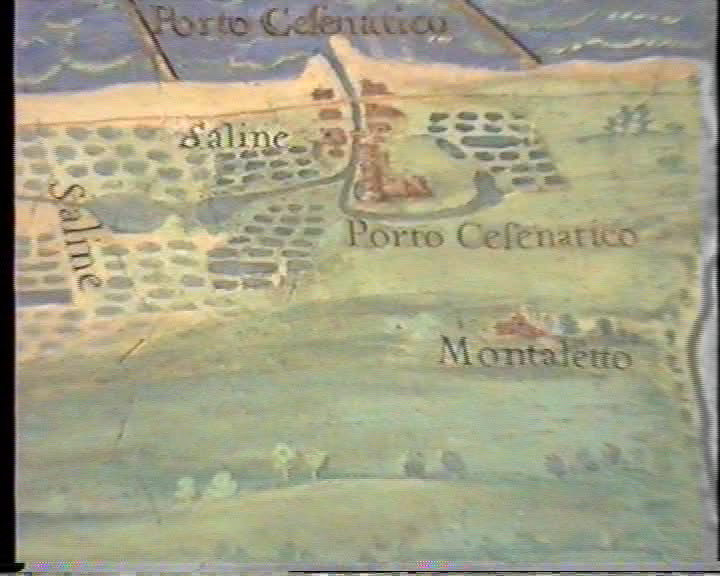
Porto Cesenatico, extrait de la carte « Flaminia » du musée du Vatican

## Préhistoire
De nombreuses traces sur le passé de ce territoire ont été retrouvées qui permettent de reconstruire l’histoire qui remonte jusqu’à une période très ancienne.
Le territoire autour de Cesenatico devait se présenter, il y a environ 18 000 ans, comme une lagune étendue où des zones saumâtres s'alternaient avec des zones marécageuses d'eau douce. Des traces d'une présence humaine dans la zone de Montaletto, à peu de kilomètres de l'actuel Cesenatico, très probablement un campement de bergers de l'âge du bronze remontant environ à 3 000 - 1 000 ans av. J.-C. Des restes d’un grand foyer et des poteries étrusques ont été découverts entre les hameaux de Bagnarola et Macerone.
Traces plus consistantes, d'œuvres humaines, à partir du Ve siècle av. J.-C., surtout celles appartenant à des repères (briques, tombe, ustensiles) qui confirment la présence romaine dans l'actuelle localité de Borella qui, sous le nom de Ad Novas, fut probablement l'ancêtre de Cesenatico.

## Situation pré-romaine
La Romagne d’alors était terre de conquête. De là, partaient et vivaient de nombreuses populations qui donnaient vie à des trafics et échanges commerciaux. Les villes maritimes de Adria, Ancône (Italie), Spina et Ravenne voient la présence de populations provenant de la Grande-Grèce, qui commerçaient céramiques et produits de la mer. Les Ombriens par contre s’établirent plus en amont et donnèrent vie à Sassina qui deviendra ensuite Sarsina. Les Romains sont présents surtout au centre sud et colonisèrent les bords plus méridionaux de la Romagne après la première politique d'expansion entamée à la naissance de Rome. Les Gaulois par contre, peuple de cultivateurs à la recherche de nouvelles terres, occupèrent la zone septentrionale en faisant alliance avec les Ombriens, Étrusques pour tenter de contenir l'expansion des Romains.

## Époque romaine
Cesenatico dans ce contexte est seulement le très petit centre hors des routes commerciales principales et non "protégé" par Cesena qui doit encore être fondé.
Au IVe siècle la romanisation de la Romagne subit un fort accroissement grâce aux apports de Rome dans la première guerre punique qui voit la consolidation des frontières méridionales en permettant aux Romains de se concentrer au nord, et spécialement dans cette zone où les Gallo-Étrusques se concentrent en masse et constituent un sérieux problème tant pour la sûreté que pour l'expansion militaire. Les Romains, de fait, fondent Ariminum (Rimini) pour tenir en respect les populations ennemies de la haute Romagne et jettent la première pierre pour la réorganisation territoriale de cette zone. La bataille de Sentinum de 295 av. J.-C. représente le tremplin de lancement pour la conquête romaine. Sarsina est annexée à Rome, pendant que 6 000 colons sont transférés dans l'avant-poste d'Ariminum, aplanissent des collines, bonifient des vastes aires agricoles, abattent des bois (peut-être une partie de l'ancienne forêt Litana), construisent des routes et une d'elles représentera la frontière entre Rome et les Gaulois. Les historiens ne savent pas préciser si la susdite ligne de frontière peut être identifiée avec la via Popilia (actuelle route SS 16 Adriatique) ou si c’était une route plus ancienne qui en remontant la côte, entrait dans les terres dans la zone de l'actuel Pisignano (hameau de Cervia). L'hypothèse plus crédible est qu'il y avait deux routes et qu'elles étaient parcourues selon leur état, ou selon les conditions climatiques.

### Ad Novas

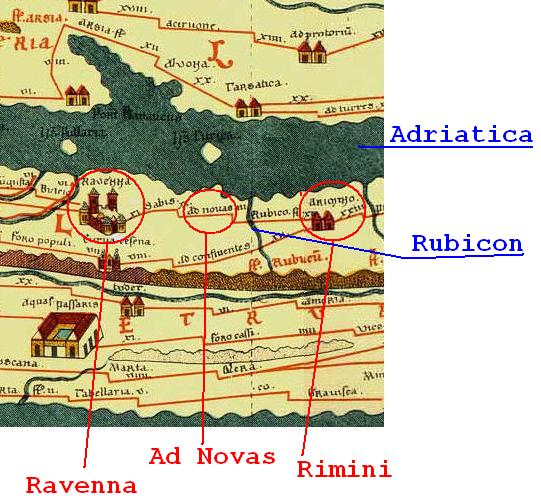
Ad Novas-Extrait de la Table de Peutinger

- La première indication relative à « Ad Novas » se trouve sur la fameuse Tabula Peutingeriana dont la datation est située entre le IIe et le Ve siècle. Sur cette table, entre les étapes de Sabis et Rubico, le long de la via Popilia, de Ravenne à Rimini, 'Ad Novas ' coïncide à peu près avec le centre de Cesenatico. Les indices retrouvés ne donnent pas d’indication précise sur les dates, sauf qu’il est établi que Ad Novas Tabernas Cossuttianas était un lieu de changement de chevaux, un lieu de restauration et de repos ; et donc posté sur une grande voie de communication.

Les Romains prirent le contrôle de la zone après avoir balayé la population gauloise et étrusque. Zone qui resta en paix jusqu'au IVe siècle, où l’empire commença à être bouleversé par les invasions barbares.
- Procope de Césarée, historien byzantin du VIe siècle, dans ses récits de la guerre entre l’empereur Justinien et les Goths, le général Narsès (522-53) descendant vers Ravenne pour aider le roi Totila contre les troupes byzantines, connu de grandes difficultés pour avancer dans cette zone très marécageuse située entre Ravenne et Rimini. Zone occupée par quelques habitations sur des terres surélevées du rivage adriatique[1].
- Une autre indication est fournie par l’historien Andrea Agnello (Ravenne,801-850) dans son livre Liber pontificalis ecclesiae ravennatis, livre pontifical de l’Église de Ravenne (basé sur le Liber Pontificalis) qui relate les polémiques entre l’Église de Ravenne et l’Église Pontificale, ainsi que les relevés sur la topographie et les principaux monuments de la province.

### Décadence
L'aristocratie romaine exerce encore la fonction administrative de l'Empire d'occident mais militairement et politiquement ce sont les barbares qui font la loi jusqu’à ce qu'une épidémie de peste donne le coup de grâce à ce qui reste de l'empire romain en provoquant le recul démographique, civil, culturel, économique de toute l'Europe et l'Italie. Les villes se dépeuplent, les petits centres ainsi que les Villas deviennent des amas de ruines. Nous avons la situation d'une Italie retombée 1 000 ans en arrière avec des groupes disparates d'individus qui pratiquent une agriculture de subsistance. L’Évêque de Ravenne, Martino, en 818 environ écrivit « là où un temps était une ville maintenant détruite  » : Ad Novas .

## Domaine de l’Église
Pépin le Bref (715-768) en accord avec l'Église, occupe l'Italie septentrionale en mettant les terres romagnoles au service de l'Église de Ravenne et de fait en sanctionnant le pouvoir temporel pontifical qui durera jusqu'au siècle passé.
Ravenne, capitale de l’Exarchat, connaît la période de plus grande splendeur sous les Byzantins et les terres autour du futur Cesenatico tombent sous sa domination.
Avec l'an 1000 on ferme finalement la longue parenthèse médiévale et on assiste à une nouvelle période de développement. La population augmente, les phases commerciales aussi, les Communes font leur entrée dans l'histoire jetant les bases de la Renaissance (Rinascimento) ; ceux-ci sont des temps dans lesquels, au travers d’accords, de batailles et de mariages, les Communes cherchent à augmenter leurs possessions territoriales. Il en fut ainsi pour Cesena, qui dans la recherche d'un port le trouva en celui de Cervia, mais de fait sous la domination de Ravenne il ne fut pas possible de l'arracher, on pensa alors descendre au sud et, ainsi, fut trouvé une zone postée juste à la frontière avec les possessions de Rimini.

### Les enjeux
L’extinction des Comtes de Bertinoro, pousse Cesena à plus d’autonomie politique vis-à-vis de ses deux voisines Ravenne et Rimini. Au début du XIIIe siècle, l’expansion de la commune de Cesena impose de disposer d’une ouverture directe sur la mer et de ne plus dépendre des ports de ses deux voisines, par où transite le fret maritime.
De plus, le besoin vital en sel pousse Cesena à assiéger Cervia et annexer les salines en 1201. Le conflit de frontière qui s’ensuivit, malgré l’intervention en 1205 de Uberto Visconte podestat de Bologne, dura tout le siècle. En 1288, un accord de frontière est ébauché entre Cesena et Rimini, puis en 1288 entre Cesena et Ravenne ; pour se conclure définitivement en 1302.

### Porto Cesenatico
En 1302, le 5 septembre, les habitants de Cesenatico commencèrent les travaux de construction d'une forteresse sur le rivage de la mer. Rimini chercha à l'en empêcher et le 22 octobre de la même année, Frédéric III de Montefeltro, Uguccione della Faggiuola et Bernardino da Polenta attaquèrent Cesena, en pillant les zones agricoles et, une fois arrivé à la mer, assiégèrent et détruisirent la forteresse. Les projets du port de Cesena furent renvoyés et reprirent en 1314 sous le gouvernement de Ostansio Capitano et Guido Novello da Polenta, pour se terminer le 10 août de la même année. Ainsi naît le port de Cesena en ajoutant le suffixe – « ittico » pour devenir « Cesenatico ».
La construction de ce port est une vive concurrence pour Cervia qui, profitant de la présence de la Papauté à Avignon (1305-1377), conclut un accord avec Venise (à qui elle fournissait le sel) stipulant de ne livrer des marchandises à Cesena que par le port de Cervia, tant qu’un accord ne soit conclu entre les deux cités. Ce n’est que le 11 avril 1320, qu’une bulle du pape Jean XXII confirme la libre construction du port et de la forteresse de Cesenatico.

### La population
En 1371, la population de Cesenatico ne compte qu’environ 70 habitants et Cesena 6 000, à cause de la dépression démographique due à l’épidémie de peste, la famine et aux nombreux tremblements de terre.

## Ère des grandes familles
Le futur du port ne fut pas radieux, au moins dans les premières années. Les batailles intestines entre les familles nobles indifférentes à la papauté (résidente en France à cette époque) et l'Église qui faisait de tout pour maintenir le pouvoir, engendrèrent en Romagne des représailles et des opérations militaires contre le port de Cesena pour "punir" la ville rebelle. Dans un premier temps, le port et la forteresse furent détruits en 1328 par Francesco I Ordelaffi (alias "Cecco"), réédifié dans la même année, mais le port fut rouvert seulement 6 ans plus tard lorsqu’à Cesena régna Francesco II Ordelaffi.
Mais en 1356, le Cardinal Albornoz fut envoyé avec comme tâche primaire de ramener (non seulement formellement) les terres de Romagne sous la domination de l'Église. Albornoz avec Gianciotto Malatesta conquiert le port de Cesenatico en détruisant les jetées et en le rendant inutilisable. En 1382 le port reprit ses fonctions primaires, mais en 1415, capitulera de nouveau sous les coups de Braccio da Montone. Pour comprendre combien fut stratégique le port de Cesenatico nous devons tenir compte qui la ville voisine de Cervia fit de grosses pressions sur les Vénitiens pour obtenir l'exclusivité du commerce du sel, préoccupés de l'encombrante présence de cette ville rivale, où on note la présence de magasins affectés au stockage de marchandises propriété de commerçants toscans (marque que le port était connu même à de grandes distances). En effet, Cervia étant passé sous domination vénitienne, il devint nécessaire pour Cesena d’implanter ses propres salines sur le territoire de Cesenatico.
Le port connaît une période de relative prospérité pendant le règne des Malatesti, mais les problèmes ne tardent guère à arriver, d'abord la nouvelle destruction en 1415, ensuite le progressif ensablement qui ne permettait pas aux bateaux d'entrer dans le port. Ce dernier problème fut finalement résolu avec la construction de 2 quais qui limitèrent l'ensablement du canal d'entrée au port. L’entretien et le désensablement du port et des salines rendirent nécessaire la déviation du torrent Pisciatello qui, en 1496, rejoignit les eaux du torrent Fiumicino à Gatteo.

### César Borgia
Pour mettre fin aux rébellions et aux rivalités entre les grandes familles, ainsi qu’aux attaques venues de l’étranger, le pape Alexandre VI (1492-1503) charge son fils César Borgia de ramener l’ordre en Romagne et, avec l’aide des troupes de Louis XII, occupe Imola, Forlì, puis le 31 juillet 1500 la cité de Cesena.
Avec la venue au pouvoir de César Borgia (alias Valentino) la Romagne entra dans une phase de progressive restructuration.

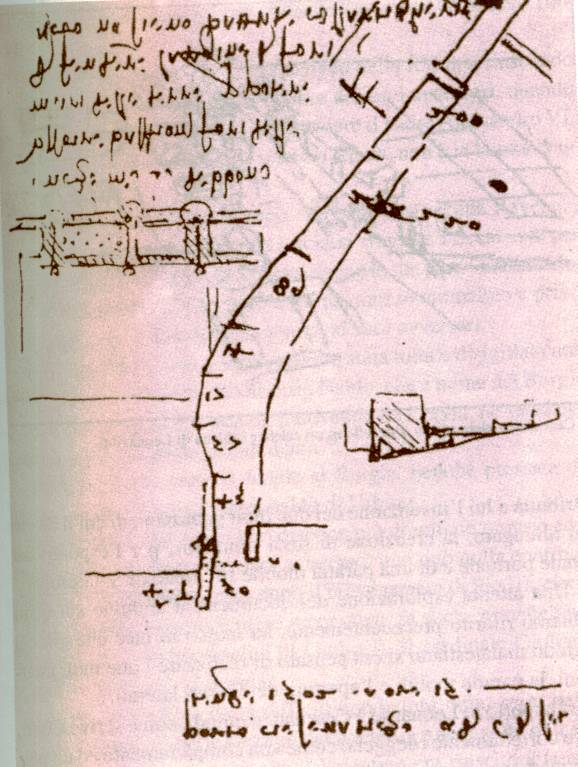
Plan du port de Cesenatico par Léonard de Vinci

En août 1501, il charge son architecte de dessiner un canal navigable de Porto Cesenatico jusqu’à Cesena (14 km). Aucune trace ou dessin n’atteste que cet architecte soit Léonard de Vinci, par contre celui-ci, qui séjournait à Rimini, Imola, Faenza, et à Cesena, fut mis à contribution pour s’occuper du projet d’amélioration du port de Cesenatico. Ainsi, le 6 septembre 1502, Léonard dessine une perspective de la cité depuis le haut de la forteresse et le schéma de construction de deux môles, dont celui de droite un peu plus long, la création de fossés de rétention et d’un barrage mobile pour la régulation du flux d’eau dans le canal. Bien que ces idées fussent déjà émises pendant la période des Malatesti, l’apport du génie de Léonard consolida la faisabilité de l’œuvre. Mais la réalisation resta, pour l’instant, sur le papier à cause de l’épuisement rapide de la fortune du Valentino et la perte des faveurs papales après la mort du pape et l’élection du nouveau pape Jules II hostile aux Borgia.
Profitant de la difficile situation de l’État Pontifical et des déboires du Valentino, Venise put étendre sa domination sur la Romagne et occuper Porto Cesenatico et sa forteresse le 13 novembre 1503. Possessions, qui après un accord, furent rendues à l’État pontifical le 12 mars 1505.

## LeXVIesiècle
Le 17 mars 1505, le gouverneur pontifical entre dans Cesenatico, dont le port est dévasté, pour récupérer et rendre les biens, les terres et les salines au pape Jules II. 
Le pape, récupère ses terres de Romagne après la défaite des Vénitiens par les troupes de l’empereur Maximilien d’Autriche et Louis XII. À partir de 1507, il alloue régulièrement des sommes destinées à l’entretien et au développement du port-canal. Entretien repris par les papes successifs jusqu’à la fin du siècle.

### Activités du port
- Le transport du sel fourni par les salines de Cesenatico, dont la bonification a permis d’en augmenter le rendement.
- Le transport du soufre[4] issu des mines de la région de Cesena, de Montfeltro et des mines de Monte Iottone (hameau de Mercato Saraceno). L’expédition qui avait lieu dans diverses régions italiennes et aussi vers des pays étrangers (Pays-Bas, Espagne, Angleterre, France) montre l’importance de l’activité commerciale du port, qui durera pendant les siècles suivants.

### La tour prétorienne

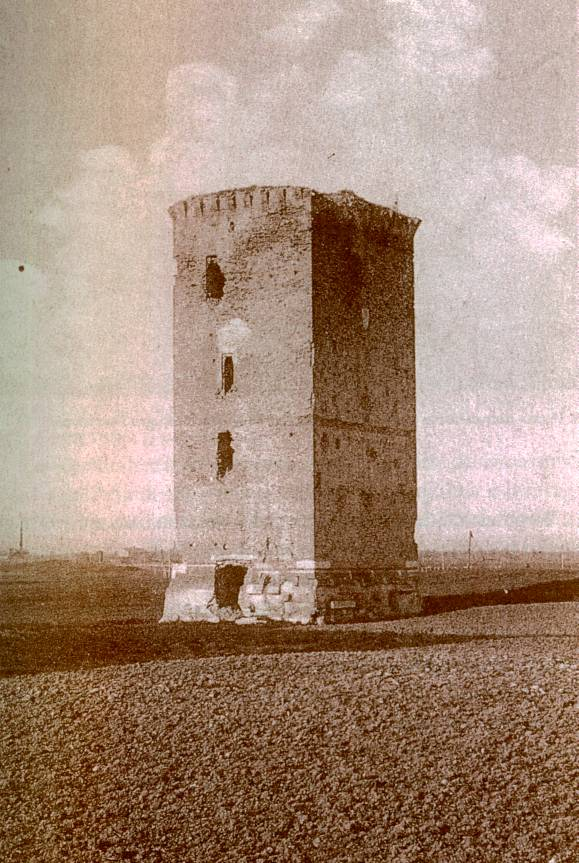
la tour prétorienne en 1926

La tour montra particulièrement son importance en ce siècle où les incursions barbares sont de plus en plus fréquentes sur les cotes de l’Adriatique, depuis que l’Empire Turc ait établi sa souveraineté. Ceci, surtout sur les côtes de Dalmatie où les Uscoques, peuple d'origine slave, razziaient les côtes de Romagne et des Marches et finalement les Berbères ou bien les Turcs qui faisaient des prises d'esclaves chrétiens à déporter en Afrique du Nord. À la suite de ces événements, à la fin du XVIe siècle, des nombreuses tours de guet furent construites.

## LeXVIIesiècle
En ce siècle les Communes de Romagne sont entièrement sous la domination des fonctionnaires ecclésiastiques commandés par un cardinal légat du pape résidant à Bologne et le président de la Romagne résidant à Ravenne. À cette ambiance de féodalité s’ajoute l’influence espagnole sur le pontificat, qui durera jusqu’à l’arrivée de Napoléon.
L’agglomération urbaine de porto Cesenatico (avec les hameaux) en ce début de siècle compte 2 200 habitants pour 19 000 à Cesena, dont l’approvisionnement en poisson est assuré par la flottille de pêche du port.

### Piraterie
L’opposition entre l’ambitieux pape Urbain VIII qui revendique le duché de Castro et les Vénitiens, alliés aux Farnèse, pousse la Sérénissime à envoyer ses galères, armées de canons, contre les ports romagnols. Ainsi, le 8 juin 1643, Porto Cesenatico est bombardé et saccagé par la marine vénitienne.
Puis les incursions barbaresques se déroulent tout au long du siècle, principalement dans les années 1620, 1659, 1672, 1683. Aux problèmes militaires viennent s’ajouter ceux à caractère sanitaire, en évitant le débarquement de passagers pouvant diffuser des épidémies, provenant avant tout de Dalmatie.

### La marine
La flottille de pêche compte, d’après le récit du saccage du port par les Vénitiens, une dizaine de barques qui sont en concurrence directe avec celle Chiozza, Palestrina et autres ports de Vénétie. Pour le transport de marchandises (céréales, sel, soufre), Cesenatico aligne plus d’une vingtaine d’embarcation qui assurent l’approvisionnement des Marches et de la région de Ferrare.

### Tentative d’autonomie
Cette activité favorise le développement du commerce et de la production des salines, dont les revenus vont principalement à Cesena, alors que Cesenatico souffre de moyens pour entretenir les salines et les infrastructures du port. L’économie de la cité est soutenue par l’activité de la pêche et de son commerce, à laquelle il faut ajouter l’exportation du soufre, du grain, du vin et l’importation du bois et des pierres d’Istrie.
Cette situation pousse Cesenatico à demander, au pouvoir central de Rome, son autonomie vis-à-vis de Cesena, pour la première fois en 1652. Demande énergiquement repoussée par le Cardinal Cybo, légat de Romagne.
Requête exprimée de nouveau en 1660 avec pour griefs principaux : Cesenatico n’a pas de médecin à sa disposition, n’a pas de maître d’école. Les produits de grande consommation, comme le pain, le vin et l’huile sont vendus à un prix plus élevé qu’à Cesena ; le commerce local, essentiellement celui du poisson, est soumis à des monopoles tyranniques, tolérés par Cesena ; les fours appartiennent à Cesena ; le port est en ruine ainsi que les salines, le prix des droits fiscaux est trop lourd ; l’année passée Cesenatico a été saccagé par « l’armée Vénète » et les habitants ont reçu beaucoup plus de secours de Cervia et de Rimini que de Cesena même .
Réaction négative et immédiate de Cesena et malgré une nouvelle requête en 1685, le siècle se termine sans satisfaire la légitime demande d’autonomie.

## L’essor auXVIIIesiècle
La première moitié du siècle est marquée par le passage désastreux de diverses armées étrangères ; comme en 1718 où 1 200 cavaliers autrichiens passent à Cesenatico, puis 3 000 soldats l’année suivante. En 1720 un régiment allemand campe dans la cité et, encore en 1744 des soldats espagnols, autrichiens et de diverses nationalités, traversent le pays en pillant et saccageant la région de Rimini, Cesenatico et Cesena.

### Vers l’autonomie
Après 1748, l’Italie est dans une période de paix ; mais les mouvements réformateurs qui se développent en Europe touchent également l’État pontifical qui se trouve de nouveau confronté aux demandes vis-à-vis de Cesena par Cesenatico qui commence à devenir une cité pleine de commerces et la nouvelle poussée de richesses pousse la population à revendiquer sa pleine autonomie.
Les requêtes de 1717, 1761 et 1761 furent bloquées par l'Église qui cherchait à maintenir l’ordre. Les brefs et bulles des différents papes qui se succèdent et se contredisent ; n’arrangent en rien les problèmes des deux cités.

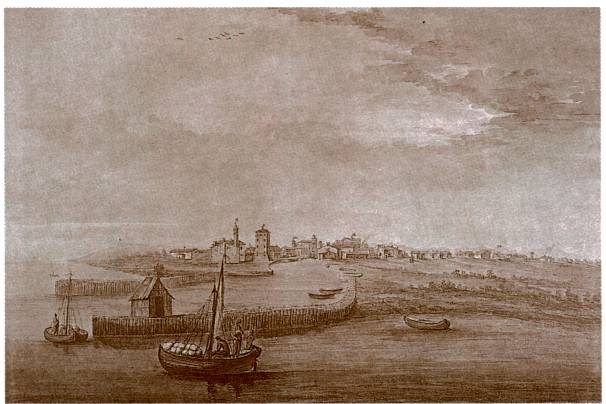
peinture du port de Cesenatico par A.Fedi en 1788

Un témoignage très favorable au port de Cesenatico fut donné en 1787 par l’ingénieur royal Pietro Ferroni et le dessinateur Antonio Fedi, tous deux chargés d’établir le meilleur itinéraire des confins vénitiens de Goro au mont Conero au sud d’Ancône. Sur les treize ports considérés, le long du parcours, pour leur aspect économique, commercial, physique et paysager ; Cesenatico est « le port supérieur à tous y compris Rimini,… un riche marché,… la meilleure escale », du territoire ecclésiastique.
Le 2 juillet 1796, les troupes napoléoniennes entrent à Cesena ; ce qui relance la controverse entre la ville et la population de Porto Cesenatico qui veulent leur autonomie. Celle-ci est rendue possible dès 1798, certaines administrations deviennent indépendantes de Cesena. Mais après les déboires de Napoléon à la bataille d’Aboukir ; l’Italie est envahie par les troupes austro-russes, qui sont à Cesena le 31 mai 1799. Cesena retrouve ses droits sur Cesenatico le 15 février 1800.

### Les salines
Les salines de Porto Cesenatico sont de plus en plus sujettes à l’ensablement avec une production toujours plus réduite. Les eaux de pluie retenues présentent un danger sanitaire pour la population et empêchent d’évacuation naturelle des bancs de sable qui se forment dans la port-canal. En 1773, la commune de Cesena achète un peu plus de 6 ha de terre à Cervia pour construire deux douzaines de salines.
Un canal détourne les eaux du torrent Pisciatello pour amener ses alluvions dans les anciennes salines sud, qui seront complètement asséchées en 1783, suivi en 1796 par celles du nord.

## LeXIXesiècle, l’autonomie
Le 14 juin 1800, Napoléon, proclamé Premier Consul, bat les Autrichiens à Marengo et le 16 juillet les troupes françaises entrent à Cesena et restaurent l’organisation municipale de la période républicaine.
Le 28 août 1800, la marine anglaise bombarde et saccage le port de Cesenatico.
Le 2 mai 1809, nouveau saccage du port par les Anglais.
Le 18 juin 1815, la tragique défaite napoléonienne à Waterloo met fin à l’intervention de la France dans les affaires italiennes, et Cesena supplie le pape Pie VII de retirer Cesenatico du canton de Cervia et du district de Ravenne. À ce point, même l'État Pontifical croit impossible de revenir comme avant, en laissant pressentir la conclusion naturelle des choses, déclare la cité « commune autonome ».
- Le 21 décembre 1827, un motu proprio de Léon XII déclare la complète autonomie de Cesenatico, qui avec la localité de Sala compte 4 442 habitants. Mais les nombreuses disputes sur les frontières avec Cesena prirent fin seulement le 3 juin 1842.

Depuis cet instant, Cesenatico vivra la phase d'indépendance italienne, le 2 août 1849 Garibaldi, fuyant les Autrichiens, entre en ville sous les acclamations de la population, en devenant le mythe fondateur de la future identité citadine. Avec le plébiscite de Mars 1860, Cesenatico, finalement indépendant de l’Église, vient annexé au royaume de Savoie, constituant ce noyau qui mènera au royaume d'Italie.

### L’essor
La cité passe de 161 maisons en 1791 à 413 en 1835. La principale richesse est constituée par la pêche et ses dérivés, le commerce du grain, du soufre, du bois de construction. On enregistre pour l’année un trafic de 4 000 barques de pêche et 200 barques de transport.
En 1862, la cité entre dans le projet d’une voie ferroviaire qui reliera la Toscane à l’Adriatique, depuis Arezzo à Cesena et Cesenatico. Le projet émet aussi la possibilité d’un développement balnéaire dans la cité dans un but touristique, au vu de sa disposition, de la présence de grandes plages de sable et la possibilité de construire des villas.

## LeXXesiècle
La vocation républicaine de Cesenatico est évidente après les élections des années suivantes, mais cela ne l’empêcha pas naturellement de se soustraire au fascisme. Les dommages de guerre furent si considérables qu'on dut la reconstruire presque entièrement. Le palais communal, la tour de l'aqueduc, le phare, le canal et tous les bateaux, le marché aux poissons, les écoles ainsi que les hameaux de Villalta, Sala, Cannucceto, Villamarina, Bagnarola pratiquement rasés au sol. Le désastre prit fin le 20 octobre 1944 avec l'entrée des Néo-Zélandais alliés.

### Le tourisme
Immédiatement débutèrent les travaux restauration et de reconstruction. En 1945, fut donnée une forte impulsion à la pêche avec la création de la coopérative des pêcheurs ainsi qu’au tourisme qui portera Cesenatico à se développer dans ce sens. Nombre d’anciennes "villas" furent converties en auberges, la construction du « Grand Hôtel » en 1928-29, la colonie AGIP en 1938 et du célèbre gratte-ciel en 1952 qui donna le départ à une nouvelle ère centrée sur le tourisme de masse, de nouvelles colonies furent construites (une des premières fut la « Colonie 12 Étoiles » en 1953, destinée à des enfants provenant de la province autonome de Bolzano), suivies de beaucoup d’autres au nord de la ville, en direction de Cervia.

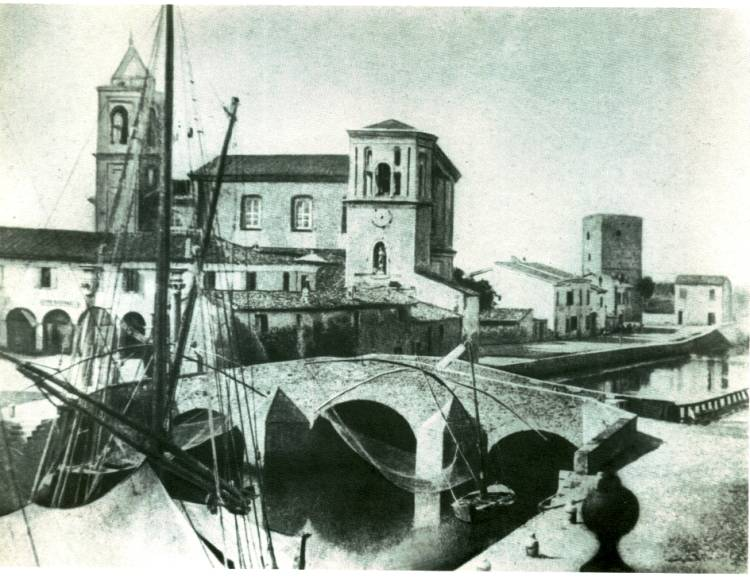
Le vieux pont du port-canal de Cesenatico en 1899
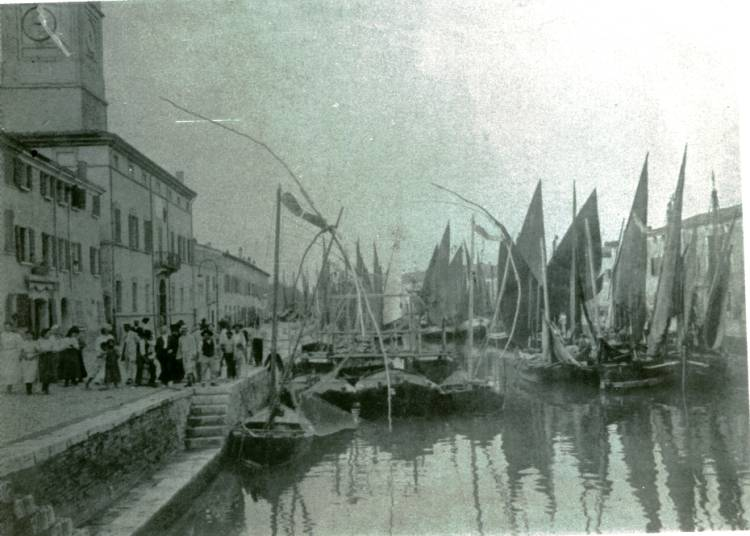
Le port devant la mairie de Cesenatico en 1900

### Le Musée maritime
En 1983, à la suite d'un intense travail d'identification, d'acquisition et de restauration de navires, le Musée maritime de Cesenatico a ouvert dans le port-canal sa “section ﬂottante ” comprenant douze bateaux traditionnels de l'Adriatique.
En 2005 un bâtiment a été construit pour héberger le musée à terre, en bordure du port-canal.

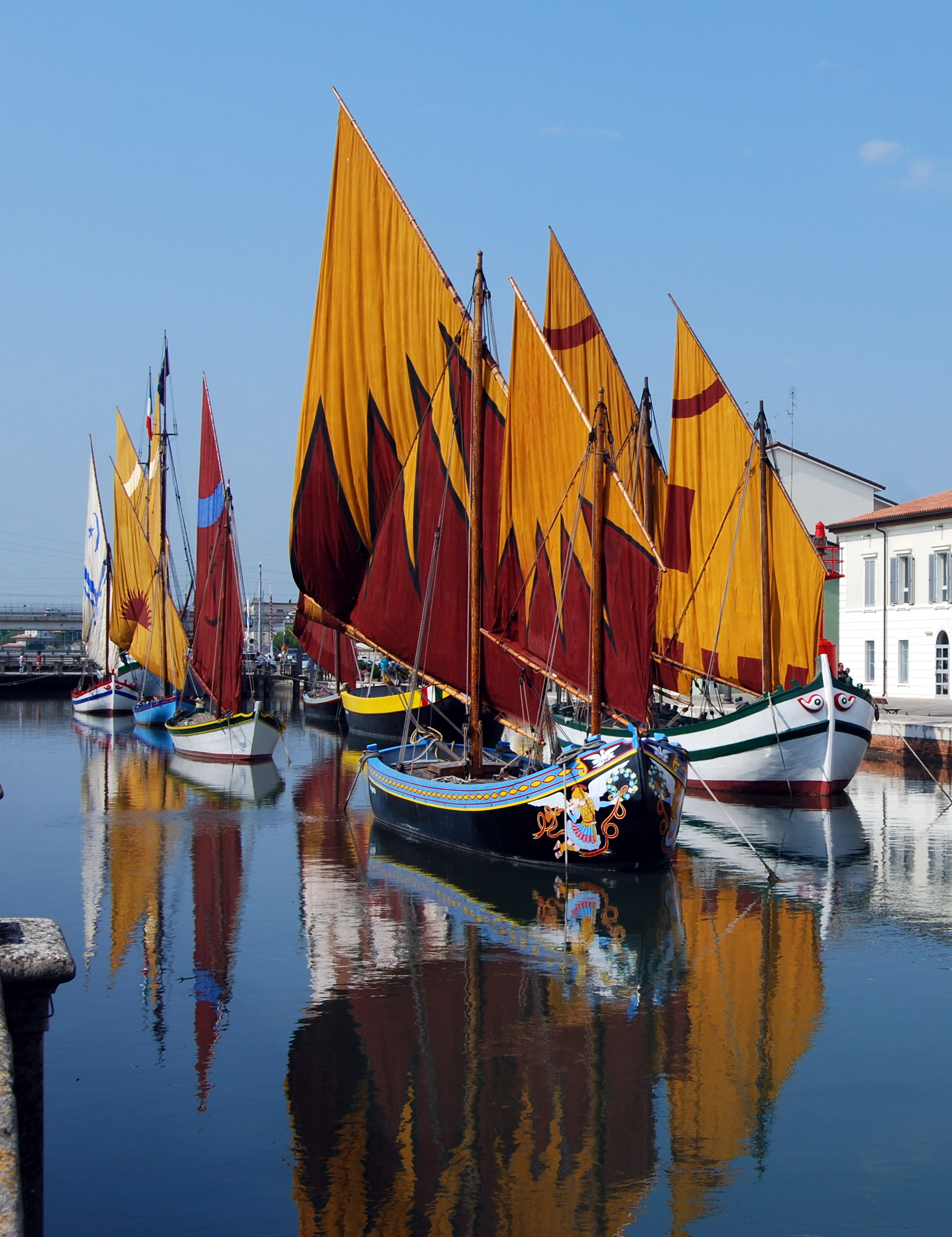
Barques dans le port-canal
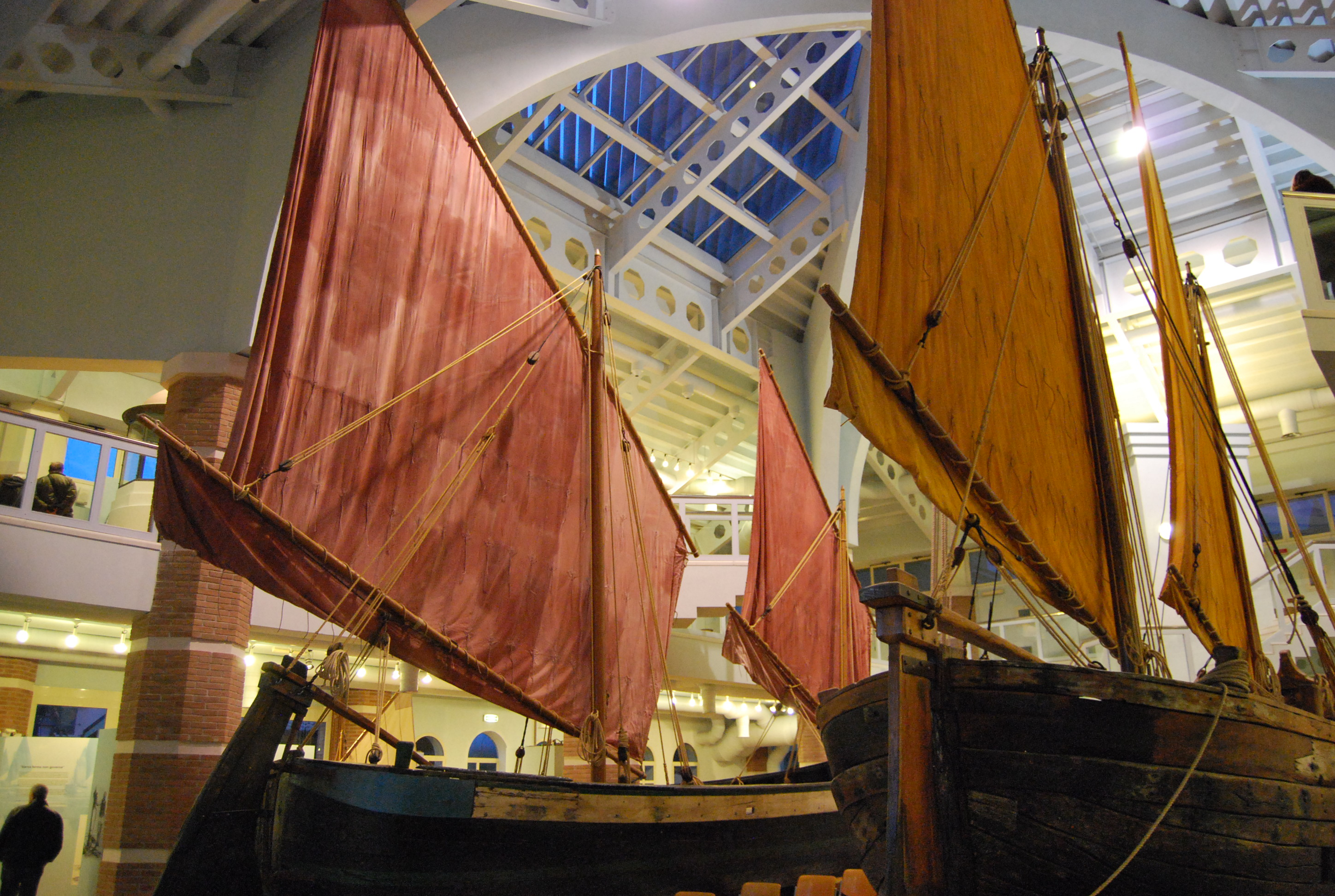
Dans le Musée maritime de Cesenatico

## Sources
- Extrait du Wikipédia italien it:Cesenatico#Storia du 26/07/09
- Livre « Cesenatico, da porto di Cesena à Comune » da Francesco Santucci, edit. « Il Ponte Vecchio » 1995.